# Люксембурзький договір
Люксембурзький договір (нім. Vertrag von Luxemburg) — угода між ФРН і Францією, що стосується повернення  Саарської області Німеччини. Договір підписаний 27 жовтня 1956 міністром закордонних справ ФРН Генріхом фон Брентано і міністром закордонних справ Франції Крістіаном Піно після плебісциту 23 жовтня 1955, на якому більшість населення області висловилося за повернення до складу Німеччини .
Остаточне входження Саару до складу ФРН відбулося 1 січня 1957. Обидві сторони погодилися на перехідний період для економіки, що тривав до 1959 (в цей час Саар залишався під французьким управлінням).